# Hrabstwo Ohio (Wirginia Zachodnia)
Hrabstwo Ohio (ang. Ohio County) – hrabstwo w stanie Wirginia Zachodnia w Stanach Zjednoczonych. Obszar całkowity hrabstwa obejmuje powierzchnię 108,86 mil² (281,95 km²). Według szacunków United States Census Bureau w roku 2010 miało 44 443 mieszkańców.
Hrabstwo powstało w 1776 roku. 

## Miasta
- Triadelphia
- West Liberty
- Wheeling[4]

## Wioski
- Bethlehem
- Clearview
- Valley Grove[4]

| Populacja hrabstwa w poprzednich latach | Populacja hrabstwa w poprzednich latach |
| Rok                                     | Liczba ludności                         |
| --------------------------------------- | --------------------------------------- |
| 1980                                    | 61 464                                  |
| 1990                                    | 50 871                                  |
| 2000                                    | 47 427                                  |
| 2010                                    | 44 443                                  |